# Jury Humjanjuk
Jury Humjanjuk (belarussisch Юры Гумянюк, russisch Юрий Гуменюк / Juri Gumenjuk; * 24. September 1969 in Grodno; † 19. Januar 2013 ebenda) war ein belarussischer Poet und Journalist.

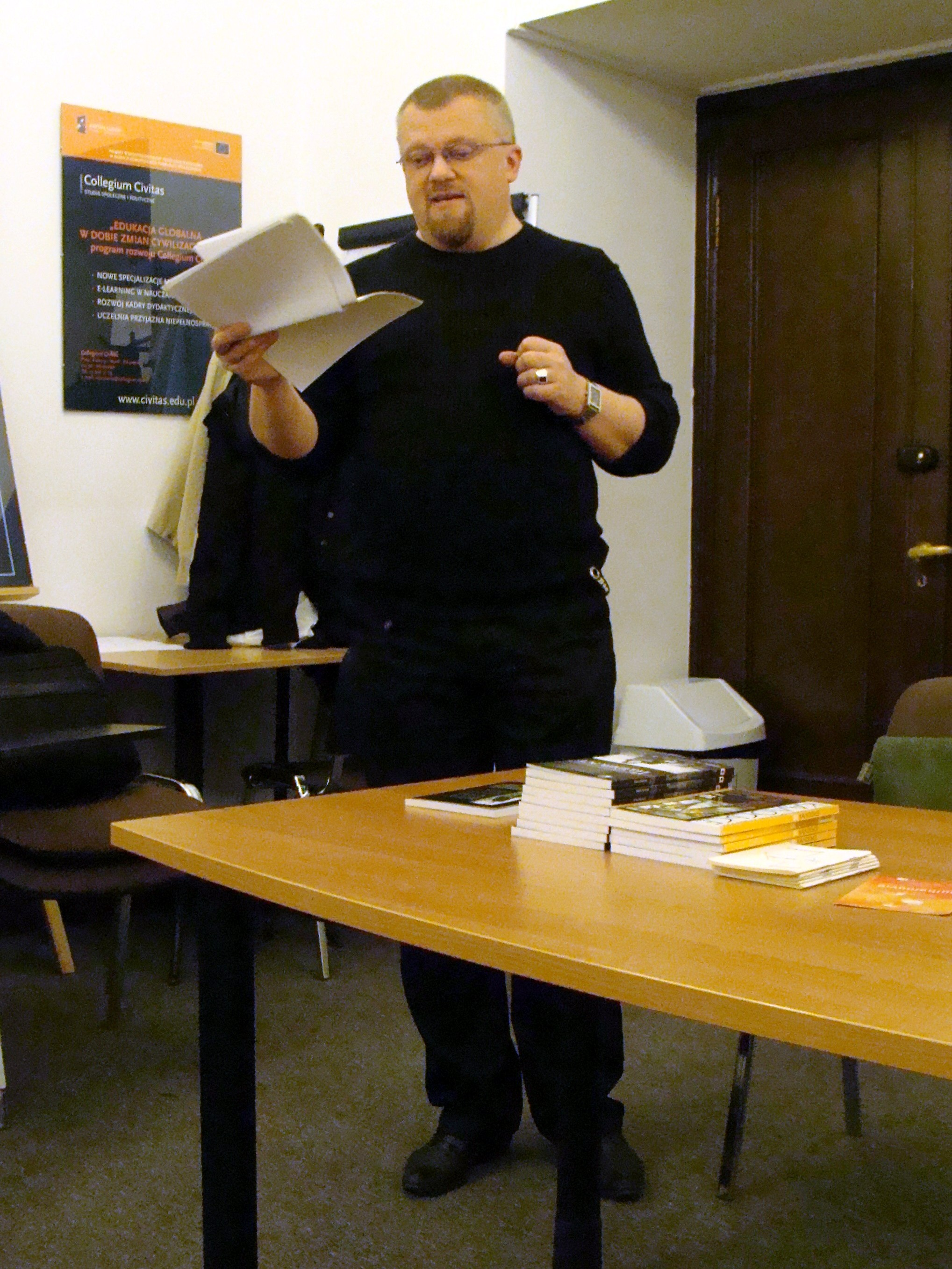
Jury Humjanjuk (2012)

## Leben
Humjanjuk war ein belarussischer Poet, der in den 1990er-Jahren zur Gruppe der Bahdanaucy gehörte, die sich in Hrodna im Umfeld des Museums für den Poeten Maksim Bahdanowitsch bildete. Er schrieb Gedichte im Stil der literarischen Modern der Zwischenkriegszeit, die von seinen Zeitgenossen zum Beginn des 21. Jahrhunderts als manieristisch wahrgenommen wurden. Um seinen Lebensunterhalt zu bestreiten, arbeitete Humjanjuk darüber hinaus als regierungskritischer Journalist, u. a. für die belarussische Redaktion des polnischen Auslandsradios sowie unter Pseudonym für die belarussische Redaktion des polnischen Rundfunks (Polskie Radio). Im Januar 2013 kam er unter bislang nicht geklärten Umständen ums Leben. Humjanjuk starb „beim Sturz aus der 9. Etage eines Wohnhauses in der Stadt Grodno“. Während seine Mutter sowie einige Arbeitskollegen kein Motiv für einen Selbstmord sehen, gehen andere ihm nahestehende Personen davon aus, dass er in seiner Umgebung stark isoliert war und sich selbst das Leben genommen haben könnte.